# 五月台車站

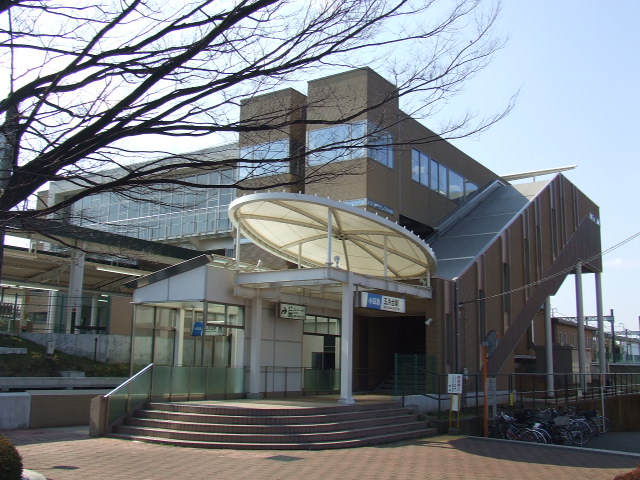
北口（2007年2月）

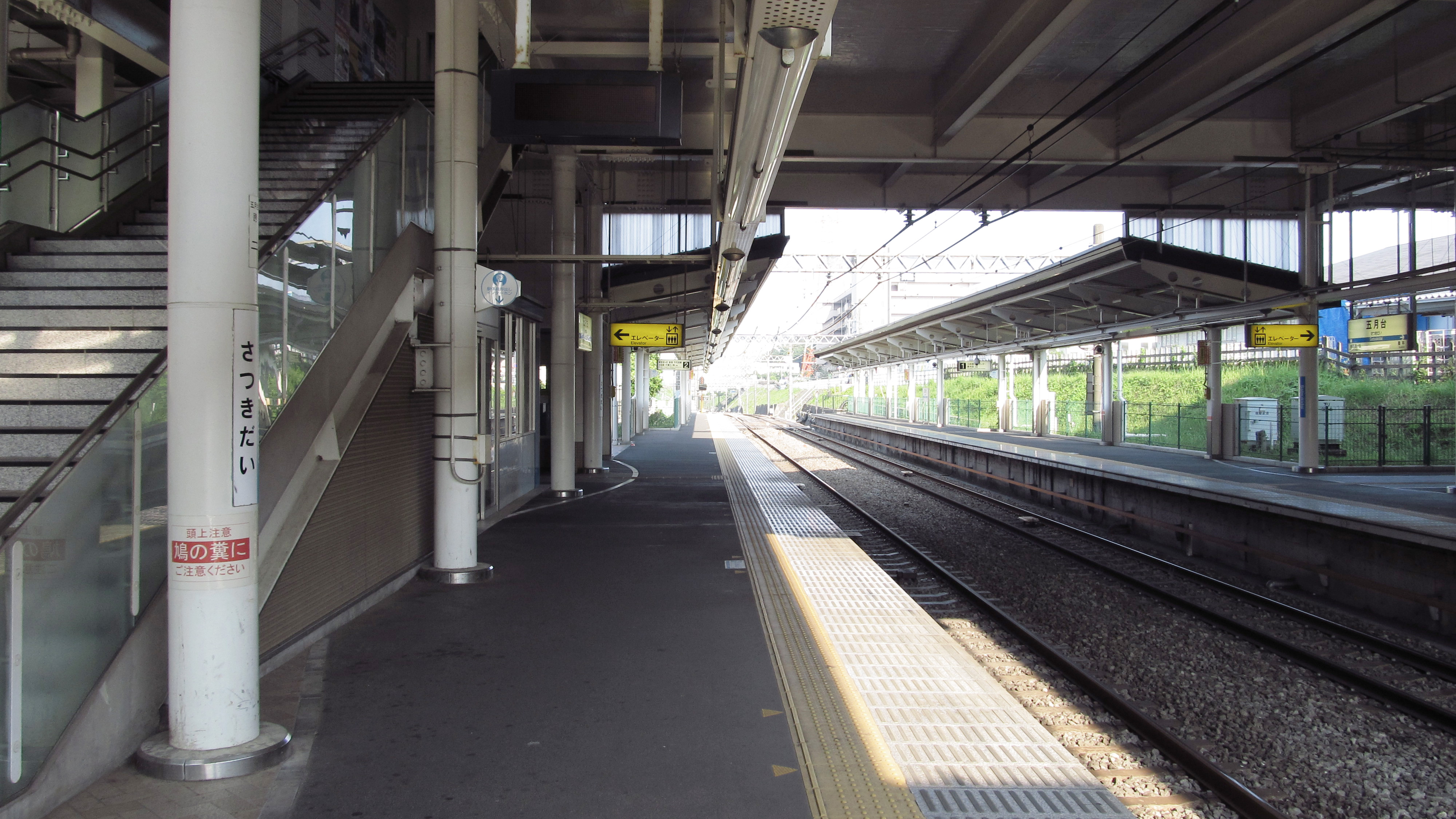
月台（2013年7月）

五月台站（日语：／ Satsukidai eki */?）是位於神奈川縣川崎市麻生區五力田，屬於小田急電鐵多摩線的鐵路車站。車站編號是OT 01。本站坐落在山丘的丘頂上。

## 歷史
- 1974年（昭和49年）6月1日 - 開業。為各站停車停靠站。
- 2004年（平成16年）12月11日 - 新增區間準急班次，本站為其停靠站。
- 2006年（平成18年）3月 - 整修工程結束。
- 2014年（平成26年）7月23日 - 安裝新型自動驗票閘門。

## 站名由來
多摩線最初曾計畫以地名「五力田」為站名，但因諧音問題，以「五力田」的「五」與小字「大台」的「台」，並以明亮的五月意象命名為「五月台」。

## 車站構造
本站為側式月台2面2線地面車站，並擁有跨站式站房。本站在2006年3月為止進行2年的整修，並新增電梯。廁所位於上行線月台。而本站的早晨（首班車至7點30分）與中午（11點至13點）皆無站員駐守。
2006年1月31日起，月台屋頂設置太陽能發電板，作為自動售票機與自動驗票閘門的電力來源。2012年度，因應東北澤站至和泉多摩川站間的複線化工程完工後，各站停車將改為10輛編組，而本站往新百合丘方向的月台也實施延伸工程。
| 月台 | 路線   | 方向 | 目的地                                           |
| ---- | ------ | ---- | ------------------------------------------------ |
| 1    | 多摩線 | 下行 | 小田急多摩中心、唐木田方向                       |
| 2    | 多摩線 | 上行 | 新百合丘、新宿、千代田線、小田原、片瀨江之島方向 |

## 使用情況
2016年度1日平均上下車人次為10,169人。近年上下車人次、上車人次變化如下表。
| 年度               | 1日平均 上下車人次 | 1日平均 上車人次 |
| ------------------ | ------------------ | ---------------- |
| 1979年（昭和54年） | 775                |                  |
| 1982年（昭和57年） | 1,376              |                  |
| 1987年（昭和62年） | 3,587              |                  |
| 1995年（平成07年） |                    | 2,717            |
| 1996年（平成08年） |                    | 2,831            |
| 1997年（平成09年） |                    | 2,960            |
| 1998年（平成10年） |                    | 3,231            |
| 1999年（平成11年） |                    | 3,339            |
| 2000年（平成12年） |                    | 3,551            |
| 2001年（平成13年） |                    | 3,641            |
| 2002年（平成14年） |                    | 3,756            |
| 2003年（平成15年） | 8,245              | 3,820            |
| 2004年（平成16年） | 8,496              | 3,955            |
| 2005年（平成17年） | 8,394              | 4,164            |
| 2006年（平成18年） | 8,722              | 4,360            |
| 2007年（平成19年） | 9,015              | 4,492            |
| 2008年（平成20年） | 9,220              | 4,598            |
| 2009年（平成21年） | 9,275              | 4,624            |
| 2010年（平成22年） | 9,496              | 4,756            |
| 2011年（平成23年） | 9,608              | 4,762            |
| 2012年（平成24年） | 10,128             | 4,996            |
| 2013年（平成25年） | 10,170             | 5,016            |
| 2014年（平成26年） | 9,978              |                  |
| 2015年（平成27年） | 10,083             |                  |
| 2016年（平成28年） | 10,169             |                  |

## 車站周邊
車站南口有摩斯漢堡、Beavertozan等進駐的小田急Marche五月台。
車站北口沒有商店。周邊都是集合住宅與獨棟住宅區。並有葉積綠地、高尾根公園與片平公園等綠地。
泡沫經濟後，周邊留下許多空地。2000年代起，隨著新百合丘站周邊發展，此地逐漸發展成住宅區。

### 北口
- 五月台Luminous（ルミナス）保育園

### 南口
- 小田急Marche五月台
  - 摩斯漢堡五月台店
  - Beavertozan（日语：ビーバートザン）五月台店
  - TSURUHA DRUG（日语：ツルハ）五月台站前店
- FUJI（日语：富士シティオ）五月台店
- 川崎市立片平小學校
- 川崎市片平兒童文化中心
- 川崎市北部地域療育中心

## 相鄰車站
小田急電鐵
 多摩線
■快速急行、□通勤急行、■急行
通過 
■各站停車
新百合丘（OH 23）－五月台（OT 01）－栗平（OT 02）

## 外部連結
- 五月台 - 小田急電鐵